# Roberto Fiorilli
Roberto Fiorilli (Grosseto, 13 de julio de 1944) es un músico italo-colombiano de rock, que ha sido considerado como uno de los pioneros del género en Colombia, al fundar diversas agrupaciones durante las décadas de los años sesenta y setenta.

## Biografía
En 1949 su familia emigró a la ciudad de Córdoba (Argentina), donde permanecieron hasta 1955 cuando se trasladaron a Bogotá (Colombia). Allí su padre comenzó a producir amplificadores de audio. Un día del año 1965, Fiorilli y su padre llevaron un woofer para el bajo eléctrico a un grupo musical juvenil, denominado Los Flippers.

### Trayectoria con The Young Beats
En 1965, conoció a Álvaro Díaz, quien le propuso crear una nueva banda, donde Díaz sería el cantante, mientras que Roberto sería el baterista. La batería fue hecha artesanalmente por un lutier que la elaboró copiándola del catálogo de la empresa fabricante de baterías Ludwig. La agrupación sería completada con Miguel Suárez (quien poseía un bajo eléctrico con micrófonos de la empresa de teléfonos públicos), y Ernesto Suárez (que tenía una imitación de una guitarra eléctrica Teisco).
La banda, llamada The Young Beats, tenía influencias de la música de The Rolling Stones, así como de The Dave Clark Five, Animals, Gerry & the Pacemakers y de Small Faces. La primera presentación fue en la emisora bogotana 1020 y creó bastante revuelo, hasta el punto que una de las personas más influyentes de la televisión de la época, Alfonso Lizarazo, los presentó en el programa Estudio 15, que se transmitía a nivel nacional. Las presentaciones del grupo fueron realizadas en conocidas discotecas bogotanas, como El Diabolo, La Bomba, El Infierno a Go-Go, El Pam Pam, La Gioconda entre otras.
El primer y único disco, fue grabado con la empresa Bambuco en noviembre de 1966, y se tituló Tiempos, ellos están cambiando, aunque para la época ya habían cambiado a algunos integrantes, ya que ingresó Fernándo Córdoba en la segunda guitarra y en la voz, el puesto de la primera guitarra fue tomado por Ferdie Fernández.

### Trayectoria con Time Machine
Luego de la disolución de The Young Beats, Fiorilli en compañía de Fernando Córdoba, y con la participación de los anteriores integrantes de Los Ampex, Oscar Lasprilla en la guitarra y Yamel Uribe en el bajo, formaron la banda Time Machine. La agrupacipón, que fue una de las precursoras en el rock progresivo colombiano, se hizo famosa por sus presentaciones en la discoteca La Bomba, donde los integrantes de otras bandas iban a escucharlos. Tocaban versiones de canciones de Cream, The Yardbirds, Butterfield y Electric Flag.
En la época, las empresas discográficas hacían un proceso más selectivo, y por ello el único trabajo de la banda fue un EP de 4 canciones. El interés por la música bailable y algunos problemas al interior de la banda Los Speakers, aceleraron el fin de la banda.

### Trayectoria con The Speakers
Mientras Time Machine estaba en su apogeo, Humberto Monroy y Rodrigo García, líderes de Los Speakers, tenían algunos inconvenientes con su baterista. La salida del mismo produjo la ruptura del grupo, porque con él, se fueron Oswaldo Fernández y Luis Dueñas, segunda y tercera guitarra respectivamente.
Aprovechando la coyuntura, Fiorilli y Oscar Lasprilla, por ofrecimiento de Monroy, entraron a Los Speakers para realizar una gira por Ecuador. La gira, hecha a finales de 1967 y principíos de 1968, incluyó las ciudades Quito, Ambato y Guayaquil. Cuando la banda regresó al país, los representantes de discos Bambuco propusieron realizar un cuarto álbum, el primero con la nueva alineación. El álbum, llamado Los Speakers, mostró una nueva faceta del grupo, con cambios rítmicos y composiciones propias. Los fanes de la agrupación recibieron tibiamente el nuevo trabajo, y aunque la crítica emitió buenas opiniones, tuvo bajos niveles de ventas.
Para mediados de 1968, Oscar Lasprilla se fue para Europa, y el grupo quedó con tres integrantes. El siguiente trabajo discográfico, que a la postre sería el último, se denominó En el maravilloso mundo de Ingesón; se convirtió en una novedad no solamente en el campo musical, sino en el campo gráfico y de pensamiento, convirtiéndose en la primera muestra de la psicodelia colombiana. El disco, hecho de manera independiente, solamente vendió 800 copias.

### Trayectoria con Siglo Cero
Después de la partida de Rodrigo García, Monroy y Fiorilli junto a Jaime Rodríguez (ex Ampex) y Ferdie Fernández (ex Young Beats) dan inicio a Siglo Cero, una banda que tocaba música experimental, orientada a un grupo más adulto. En la agrupación desfilaron gran cantidad de artistas, que participaban en las presentaciones, donde el factor común eran las improvisaciones. El 27 de junio de 1970, Siglo Cero se presentó en el parque nacional de Bogotá, en el "Festival de la vida", ante 10 000 personas. En esa presentación se realizó la grabación del único trabajo discográfico, llamado Latinoamérica.

### Trayectoria con Los Electrónicos
Con este grupo experimental grabó un larga duración de música tradicional colombiana y completamente instrumental llamado Tradicion en transición en 1971. 

### Trayectoria con Columna de Fuego
El proyecto de Siglo Cero solamente duró meses. Jaime Rodríguez y Fiorilli decidieron formar La Columna de Fuego, una banda que buscaba explorar las raíces folclóricas de las costas colombianas. La agrupación incluyó el uso de trompetas y trombones en su fase sucesiva. En el primer sencillo grabado con la firma Polydor, en 1972, y que incluía las canciones «Cristal 5/4» y «La jorikamba» se utilizaron dos percusionistas de la «sinfonía negra» y Álvaro Díaz con el cencerro.
Realizaron una gira por Colombia, donde incluyeron el festival de Ancón, en Medellín. Luego viajarían a la Unión Soviética y Alemania. Recalaron en España, donde grabaron a finales de 1973 un disco con la RCA, titulado Desde España para Colombia. Debido a problemas financieros y personales, la banda se disuelve entre 1974 y 1975.

### Regreso a Italia y actualidad
Fiorilli, al terminarse La Columna de Fuego, regresó a su Toscana natal, a donde sus padres habían regresado años atrás. Durante varios años ha formado pequeños grupos, que mezclan el rock con otros géneros característicos de Latinoamérica.Ha formado grupos de música étnica como Macondo, y Guayaba, con los cuales ha recorrido Italia y otros países de Europa. Toca también en pequeños clubes, y en las fiestas al aire libre organizadas por los municipios, alternando producciones con sellos independientes, también hace parte de proyectos musicales de terceros como, Alex Marchetti Straight Band, o el Grupo Guajira con 11 músicos y actualmente con el cuarteto Yukabrava, donde proponen temas clásicos suramericanos.
También está trabajando con uno de sus hijos músicos, Hamlet Fiorilli, pianista, en la realización de un proyecto llamado Mis Standards que propone 10 temas en trío con Hamlet al piano, Víctor Manuel al bajo y Roberto a la batería.

## Discografía

### ConThe Young Beats
- Los tiempos, ellos están cambiando'' (1966).

### ConTime Machine
- Blow Up'' (1967).

### ConThe Speakers
- Los Speakers (1967).
- En el maravilloso mundo de Ingesón (1968).

### Con Siglo Cero
- Latinoamérica (1970).

### ConLos Electrónicos
- Tradición en transición (1971)

### Con Jaime Llano González
- Parada de Éxitos Sonolux (1971).

### ConLa Columna de Fuego
- Cristal 5-4/La Joricamba (1971), single
- De España para Colombia... (1973).

### ConJimmy Salcedo
- Onda Tres (1972).

### ConGénesis(de Colombia)
- Átomo (1973).

### Como solista
- Suite Colectiva (Clave Records) (1976).
- Latinoamérica (1984).
- Pura Candela (con Macondo) (1986).
- Voy llegando solo (Clave Records) (1987).
- Proyecto U (1988).
- Fantomatik Orkestra (1992).
- Tamburi nella notte (Clave Records) (1996).
- Duro (Clave Records) 2000).
- Christmas is vocal sisters (2002).
- Filarmonica P. M. (2006).
- Cómo me gusta Yukabrava (Clave Records) (2007).
- Me importa un comino. Fiorilli's Acoustic Trio (Clave Records) (2009).
- Freakout! Electronic grooves (2009) (Clave Records).